# Football League One
Football League One (cunoscută pe scurt ca League One; denumită oficial Sky Bet League 1 din motive de sponsorizare) este a doua divizie din Football League și a treia divizie ca importanță din sistemul englez de fotbal.

## Echipele sezonului 2017–18
| Club                | Oraș                          | Stadion             | Capacitate |
| ------------------- | ----------------------------- | ------------------- | ---------- |
| AFC Wimbledon       | London (Kingston upon Thames) | Kingsmeadow         | 4,850      |
| Blackburn Rovers    | Blackburn                     | Ewood Park          | 31,367     |
| Blackpool           | Blackpool                     | Bloomfield Road     | 17,338     |
| Bradford City       | Bradford                      | Valley Parade       | 25,136     |
| Bristol Rovers      | Bristol                       | Memorial Stadium    | 12,300     |
| Bury                | Bury                          | Gigg Lane           | 11,840     |
| Charlton Athletic   | London (Charlton)             | The Valley          | 27,111     |
| Doncaster Rovers    | Doncaster                     | Keepmoat Stadium    | 15,231     |
| Fleetwood Town      | Fleetwood                     | Highbury Stadium    | 5,311      |
| Gillingham          | Gillingham                    | Priestfield Stadium | 11,582     |
| Milton Keynes Dons  | Milton Keynes                 | Stadium:mk          | 30,500     |
| Northampton Town    | Northampton                   | Sixfields Stadium   | 7,653      |
| Oldham Athletic     | Oldham                        | Boundary Park       | 13,512     |
| Oxford United       | Oxford                        | Kassam Stadium      | 12,500     |
| Peterborough United | Peterborough                  | ABAX Stadium        | 14,084     |
| Plymouth Argyle     | Plymouth                      | Home Park           | 17,441     |
| Portsmouth          | Portsmouth                    | Fratton Park        | 21,100     |
| Rochdale            | Rochdale                      | Spotland Stadium    | 10,500     |
| Rotherham United    | Rotherham                     | New York Stadium    | 12,021     |
| Scunthorpe United   | Scunthorpe                    | Glanford Park       | 9,088      |
| Shrewsbury Town     | Shrewsbury                    | New Meadow          | 9,875      |
| Southend United     | Southend                      | Roots Hall          | 12,392     |
| Walsall             | Walsall                       | Bescot Stadium      | 11,300     |
| Wigan Athletic      | Wigan                         | DW Stadium          | 25,133     |

## Echipe câștigătoare
| Seazon  | Campion                 | Vice-campion        | Promovată la Play-off (Poziție) |
| ------- | ----------------------- | ------------------- | ------------------------------- |
| 2004–05 | Luton Town              | Hull City           | Sheffield Wednesday (5th)       |
| 2005–06 | Southend United         | Colchester United   | Barnsley (5th)                  |
| 2006–07 | Scunthorpe United       | Bristol City        | Blackpool (3rd)                 |
| 2007–08 | Swansea City            | Nottingham Forest   | Doncaster Rovers (3rd)          |
| 2008–09 | Leicester City          | Peterborough United | Scunthorpe United (6th)         |
| 2009–10 | Norwich City            | Leeds United        | Millwall (3rd)                  |
| 2010–11 | Brighton & Hove Albion  | Southampton         | Peterborough United (4th)       |
| 2011–12 | Charlton Athletic       | Sheffield Wednesday | Huddersfield Town (4th)         |
| 2012–13 | Doncaster Rovers        | Bournemouth         | Yeovil Town (4th)               |
| 2013–14 | Wolverhampton Wanderers | Brentford           | Rotherham United (4th)          |
| 2014–15 | Bristol City            | Milton Keynes Dons  | Preston North End (3rd)         |
| 2015–16 | Wigan Athletic          | Burton Albion       | Barnsley (6th)                  |
| 2016-17 | Sheffield United        | Bolton Wanderers    | Millwall (6th)                  |

## Echipe care au retrogradat
| Sezon   | Echipe                                                                |
| ------- | --------------------------------------------------------------------- |
| 2004-05 | Torquay United, Wrexham, Peterborough United, Stockport County        |
| 2005–06 | Hartlepool United, Milton Keynes Dons, Swindon Town, Walsall          |
| 2006-07 | Chesterfield, Bradford City, Rotherham United, Brentford              |
| 2007-08 | Bournemouth, Gillingham, Port Vale, Luton Town                        |
| 2008–09 | Northampton Town, Crewe Alexandra, Cheltenham Town, Hereford United   |
| 2009–10 | Gillingham, Wycombe Wanderers, Southend United, Stockport County      |
| 2010–11 | Dagenham and Redbridge, Bristol Rovers, Plymouth Argyle, Swindon Town |
| 2011–12 | Wycombe Wanderers, Chesterfield, Exeter City, Rochdale                |
| 2012–13 | Scunthorpe United, Bury, Hartlepool United, Portsmouth                |
| 2013–14 | Stevenage, Shrewsbury Town, Carlisle United, Tranmere Rovers          |
| 2014–15 | Crawley Town, Leyton Orient, Yeovil Town, Notts County                |
| 2015–16 | Crewe Alexandra, Blackpool, Colchester United, Doncaster Rovers       |
| 2016–17 | Port Vale, Coventry City, Swindon Town, Chesterfield                  |

## Golgheteri
| Sezon   | Golgeter            | Club                | Goluri |
| ------- | ------------------- | ------------------- | ------ |
| 2004–05 | Stuart Elliott      | Hull City           | 27     |
| 2004–05 | Dean Windass        | Bradford City       | 27     |
| 2005–06 | Freddy Eastwood     | Southend United     | 23     |
| 2005–06 | Billy Sharp         | Scunthorpe United   | 23     |
| 2006–07 | Billy Sharp         | Scunthorpe United   | 30     |
| 2007–08 | Jason Scotland      | Swansea City        | 24     |
| 2008–09 | Simon Cox           | Swindon Town        | 29     |
| 2008–09 | Rickie Lambert      | Bristol Rovers      | 29     |
| 2009–10 | Rickie Lambert      | Southampton         | 30     |
| 2010–11 | Craig Mackail-Smith | Peterborough United | 27     |
| 2011–12 | Jordan Rhodes       | Huddersfield Town   | 36     |
| 2012–13 | Paddy Madden        | Yeovil Town         | 24     |
| 2013–14 | Sam Baldock         | Bristol City        | 24     |
| 2014–15 | Joe Garner          | Preston North End   | 26     |
| 2015–16 | Will Grigg          | Wigan Athletic      | 25     |
| 2016–17 | Billy Sharp         | Sheffield United    | 30     |